# Фишер, Томас Габриэль
Томас Габриэль Фишер (нем. Thomas Gabriel Fischer, род. 19 июля 1963, Цюрих), также известный под псевдонимом Tom G. Warrior — швейцарский метал-музыкант, известный по работе в коллективах Celtic Frost, Hellhammer, Triptykon и Apollyon Sun.

## Биография
Томас Габриэль Фишер родился в июле 1963 года в Швейцарии. Его родители развелись, когда ему было 6 лет. Вместе с матерью он жил в маленькой фермерской деревне в Швейцарии. В подростковом возрасте начал играть на гитаре, а после окончания средней школы присоединился к группе Grave Hill.
В начале 1982 года Фишер, вместе с Урсом Шпренгером на басу и Питом Страттоном на барабанах, создали метал-группу Hammerhead. Вскоре Страттона заменил Брюс «Denial Fiend» Дэй, и в том же году группа сменила название на Hellhammer. В конце 1983 года к Hellhammer присоединился басист Мартин Эрик Эйн, и группа в составе Фишера, Эйна и Дэя записала EP Apocalyptic Raids, а также ряд демо-записей для немецкого лейбла Noise Records, после чего распалась в мае 1984 года. В июне 1984 года Фишер и Эйн снова объединили усилия и создали Celtic Frost.
В 1985 году Фишера попросили спеть на первом демо Death Cult швейцарской группы Coroner. Также Фишер написал текста для уже готовых песен. Двое из участников Coroner входили в состав дорожной команды Celtic Frost до 1986 года. В 1987 году многочисленные конфликты внутри Celtic Frost привели к распаду группы.
Несколько месяцев спустя Фишер возродил группу, но уже с совершенно новым составом. Вышедший в 1988 году альбом Cold Lake кардинально изменил музыку Celtic Frost, но сильно разочаровал большинство поклонников. Фишер неоднократно заявлял, что он берёт на себя вину за негативное направление музыки Celtic Frost в этот период, поскольку он был слишком отвлечён личными отношениями и позволял другим участникам группы делать то, что они хотели. В конечном итоге Celtic Frost распалась в 1993 году.
Через год после расформирования Celtic Frost Фишер создал проект Apollyon Sun.
В 2000 году вышла книга Фишера «Are You Morbid? Into the Pandemonium of Celtic Frost», которая получила множество положительных отзывов.
В 2001 году Фишер и Мартин Эрик Эйн снова встретились и начали писать музыку с целью создать новый, мрачный и тяжёлый альбом Celtic Frost в духе их работ To Mega Therion и Into the Pandemonium. Альбом, получивший название Monotheist, в итоге был выпущен в 2006 году.
Фишер также принял участие в Probot, совместном проекте Дэйва Грола с различными метал-музыкантами в 2003 году.
Из-за внутреннего конфликта в Celtic Frost Фишер покинул группу 2 апреля 2008 года и основал новую группу под названием Triptykon.
В 2008 году он сыграл на гитаре и басу в кавер-версии песни Pink Floyd «Set the Controls for the Heart of the Sun» с альбома Revelations of the Black Flame группы 1349, а также занимался сведением альбома. В 2009 году он стал сопродюсером их альбома Demonoir.
В 2010 году Фишер был награждён премией Metal Hammer Golden Gods Awards за вдохновение. Фишер занял 32 место в списке 100 величайших хэви-метал гитаристов всех времён по версии журнала Guitar World.
Фишер — веган. По его словам, он также не курит и не употребляет наркотики.
Фишер был личным помощником швейцарского художника Ханса Руди Гигера с 2007 года до его смерти. Он был близким другом Гигера и его жены Кармен. В настоящее время продолжает активно работать с наследием Гигера в качестве содиректора музея HR Giger.

## Дискография

### Hellhammer
- Death Fiend (демо, 1983)
- Triumph of Death (демо, 1983)
- Satanic Rites[англ.] (демо, 1983)
- Apocalyptic Raids (EP, 1984)
- Apocalyptic Raids 1990 A.D. (сборник, 1990)
- Demon Entrails[англ.] (сборник, 2008)
- «Blood Insanity» (сингл, 2016)

### Celtic Frost
- Morbid Tales (EP, 1984)
- Emperor’s Return[англ.] (EP, 1985)
- To Mega Therion (1985)
- Tragic Serenades[англ.] (EP, 1986)
- Into the Pandemonium (1987)
- I Won’t Dance (EP, 1987)
- Cold Lake (1988)
- Vanity/Nemesis (1990)
- Wine in My Hand (EP, 1990)
- Parched with Thirst Am I and Dying[англ.] (сборник, 1992)
- Monotheist (2006)
- Innocence and Wrath (сборник, 2017)

### Coroner
- Death Cult (демо, 1986)

### Apollyon Sun
- God Leaves[англ.] (EP, 1998)
- Sub[англ.] (2000)

### Probot
- Probot (2004)

### Dark Fortress
- Eidolon[англ.] (2008)

### 1349
- Revelations of the Black Flame (2009)

### Triptykon
- Eparistera Daimones[англ.] (2010)
- Shatter[англ.] (EP, 2010)
- «Breathing[англ.]» (сингл, 2014)
- Melana Chasmata[англ.] (2014)
- Requiem — Live at Roadburn 2019 (2020)